# مطثية شبيهة المعفنة
مطثية شبيهة المعفنة (الاسم العلمي: Clostridium paraputrificum) هي نوع من البكتيريا تتبع جنس المطثية من فصيلة نظيرات المطثية.